# كلية العلوم (جامعة بغداد)
تأسست كُلية العُلوم في 27/ 3/ 1949 الموافق 20/ جمادى الأول / 1368 بوصفها جزء من كُلية الآداب والعلوم، وقد تحددت واجباتها الرئيسة بالعناية بالعلوم والآداب الحرة من دون أن تتقيد في هدفها بتخريج (المهنيين) المُتخصصين بِعلوم تطبيقية (ضيقة)، وقد أسهمت في نشوء البذرة الأولى للتعليم الجامعي العلمي الحديث في العراق

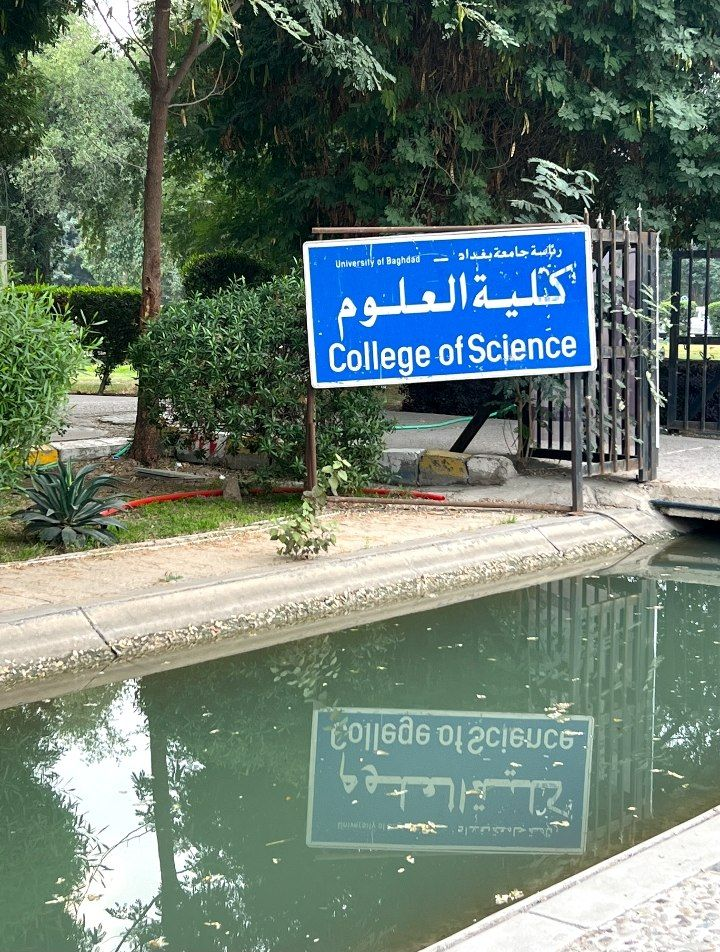

ضمت الكلية عند أول تأسيسها وقيامها خمسة أقسام علمية هي أقسام (الكيمياء والفيزياء والرياضيات وعلم الحيوان وعلم النبات) وفي وقت لاحق أضيف قسمي عِلم الحيوان وعِلم النبات وسُمي بِقسم عُلوم الحياة.
وفي عام 1953، أُفتتح قسم علم الأرض (الجيولوجيا) واستقبل أول مجموعة من الطلبة في عام 1954. وفي العام 1983 تأسس قسم علوم الحاسبات كحلقة مُهمة لتطوير التعليم العالي في القُطر، ونظرا للأهمية الكبيرة التي تشهدها تقنية الحاسبات في العالم فقد بات هذا القسم الفتي موضع متابعة ورعاية متميزين.
و في العام 1992 وقبل استحداث دراسات أولية إفتُتِح في الكلية معهد التقانة الإحيائية للدراسات العُليا الذي يعد المعهد الوحيد الذي يعنى بهذا الميدان العلمي الحيوي سواء على مستوى البحث الأكاديمي أو في تلبية احتياجات القطاعات الأخرى.
خلال مسيرتها الطويلة نسبيا شهدت كُلية العلوم تطورات عِلمية مُهمة لعل أبرزها افتتاح أقسام جديدة مواكبة للتطور العلمي، ففي عام 1998 إفتُتِح قسم عِلم الفلك أتبعه افتتاح قِسم التقانة الإحيائية للدراسات الأولية عام 1999، وفي نفس العام أُنشِأت وحدة الاستشعار عن بعد.
و مع هذا التوسّع المعرفي والعِلمي والتِقني كان لابد من أن يتسع حجم الكُلية وتتنوع مرافقها ومنشاتها ومُنجزاتها لذلك فقد انتقلت الكلية من بنايتها القديمة في الأعظمية إلى مجمع جامعة بغداد في الجادرية في العام 1983 حيث تتوزع أقسام الكُلية على مساحة واسعة من الأرض تشمل أبنية حديثة مُصممة لأغراضها بِصورة جيدة، وتحيط بها حدائق تضفي على جو العلم والعمل سِمة النظام والاستقرار. ونظرا للتوسع (المعرفي) لإعداد الدارسين والحقول المعرفية المضافة (فرعيا وتفصيليا) فقد تقرر إنشاء أبنية جديدة لقسمي الرياضيات وعُلوم الحاسبات.
وقد استطاعت الكُلية رفد أعداد كبيرة من الخريجين المُؤهلين عِلميا من حملة شهادة البكالوريوس والماجستير والدكتوراة، وفي عام 1992 أسست الكُلية مكتبا استشاريا والذي يُعتبر صرحاً عِلمياً مُتقدماَ يهدف إلى تنظيم العلاقة بين الكلية ومؤسسات الدولة الأخرى لتقديم الخدمات الاستشارية والعِلمية والفنية بالمُستوى العِلمي العالمي المُتعارف عليه. ولقد تعاقب على عمادة الكُلية العديد من العُمداء الذين لهم الفضل الكبير على الكُلية بِما حققّوه مِن تحديث وتغيير يُفيد ويتماشى مع إسلوب التطور والتحضر الذي يسود العالم.

## الأقسام العلمية
- قسم الرياضيات (1949)، وفي عام 1952 تأسس القسم بشكلٍ مستقلٍ على يد عالم الرياضيات الفلسطيني حلمي سمارة والذي كان أولُ رئيسٍ للقسم.[2][3][4]
- قسم الفيزياء (1949)
- قسم الكيمياء (1949)
- قسم علوم الحياة (1949)
- قسم علم الأرض (1953)
- قسم علوم الحاسوب (1983)
- قسم الفلك (1998)
- قسم التقانة الاحيائية (1999)[5]
- قسم التحسس النائي ونظم المعلومات الجغرافية (2015)

## الوحدات العلمية
- وحدة الاستشعار (1999)
- وحدة الأبحاث البايولوجية للمناطق الحارة (2001)
- وحدة الحاسبة الألكترونية والأنترنت (2008)

## عمداء الكلية
1. الأستاذ الدكتور عبد العزيز الدوري (1949-1958)
2. الأستاذ الدكتور صلاح تحسين عزت (1958-1960)
3. الأستاذ الدكتور فاضل الطائي (1960-1964)
4. الأستاذ الدكتور محمد واصل الظاهر (1964-1969)
5. الأستاذ الدكتور حسن الربيعي (1969-1970)
6. الأستاذ الدكتور مجيد القيسي (1970-1972)
7. الأستاذ الدكتور يوسف عرب (1972-1974)
8. الأستاذ الدكتور عبد الرحيم الكتل (1974-1976)
9. الأستاذ الدكتور جلال محمد صالح (1976-1982)
10. الأستاذ الدكتور ادورد نعيم قصيرة (1982-1984)
11. الأستاذ الدكتور باسل عطا الهاشمي (1984-1985)
12. الأستاذ الدكتور حسين عباس العلي (1985)
13. الأستاذ الدكتور مثنى عبد الجبار شنشل (1985-1988)
14. الأستاذ الدكتور باسل عطا الهاشمي (1988-1989)
15. الأستاذ الدكتور خالد ماجد حميد (1989-1990)
16. الأستاذ الدكتور فاروق ياس العاني (1990-1992)
17. الأستاذ الدكتور فاروق عبد السلام عوني (1993-1995)
18. الأستاذ الدكتورة هدى صالح مهدي عماش (1995-1997)
19. الأستاذ طارق صفاء الدين (1997-1998) (وكالة)
20. الأستاذ الدكتور سلوان كمال جميل (1998-2001)
21. الدكتور نافع عبد اللطيف طلفاح (2001)
22. الأستاذ الدكتورة منى الجبوري (2001-2003)
23. الأستاذ الدكتور عبد المهدي طالب (2003-2006)
24. الأستاذ الدكتور خالد شهاب أحمد (2007-2010)
25. الأستاذ الدكتورة مي طالب فليح عيسى (2010)(وكالة)
26. الأستاذ الدكتور بهاء طعمة جياد (2011) (وكالة)
27. الأستاذ الدكتور صالح مهدي علي التكمه جي (2011 -2014)
28. الاستاذ الدكتور محمد السراج (2014)
29. الأستاذ المساعد الدكتور فاضل عبد رسن (2014- 2017)
30. الاستاذ الدكتور غيث الراوي (2017 - 2018)
31. الاستاذ الدكتور رائد كامل ناجي (2018 - مستمر لحد الآن).

## وصلات خارجية
1. الموقع الرسمي لكلية العلوم.
2. الدليل الشامل لكُلية العُلوم في جامعة بغداد
3. فيس بوك الرسمية لكُلية العُلوم كلية العلوم  على فيسبوك.
4. صفحة اليوتيوب الرسمية لكُلية العُلوم
5. الصفحة الرسمية لجامعة بغداد
6. وزارة التعليم العالي والبحث العلمي العراقية

‌